# 1977年の富士ロングディスタンスシリーズ
1977年の富士ロングディスタンスシリーズは、1977年5月3日に全日本富士1000㎞で開幕し、12月25日に全日本富士500マイルで閉幕するまで、全3戦で争われた。

## 開催カレンダー
|       | 開催日   | イベント名          | 優勝                       | 優勝                                         |
| #     | 開催日   | イベント名          | ドライバー - 周回数 / 車種 |                                              |
| 第1戦 | 5月3日   | 全日本富士1000km    | 5                          | 片山義美 従野孝司 230周 / マーチ・75S/マツダ |
| 第2戦 | 7月24日  | 全日本富士500km     | 8                          | 佐藤文康 小笹哲嗣 115周 / マーチ・73S/BMW    |
| 第3戦 | 12月25日 | 全日本富士500マイル | 5                          | 片山義美 従野孝司 184周 / マーチ・75S/マツダ |